# Горне Стргаре
Горне Стргаре (словац. Horné Strháre) — село, громада округу Вельки Кртіш, Банськобистрицький край, центральна Словаччина, регіон Новоград. Кадастрова площа громади — 12,78 км². 
Населення 246 осіб (станом на 31 грудня 2017 року).

## Історія
Горне Стргаре вперше згадуються в 1243 році.

## Населення
| Рік:            | 1994. | 2004.    | 2014.   | 2024.   |
| --------------- | ----- | -------- | ------- | ------- |
| Кількість осіб: | 193   | 234      | 244     | 253     |
| Різниця:        |       | +21,24 % | +4,27 % | +3,68 % |

| Рік:            | 2023. | 2024.   |
| --------------- | ----- | ------- |
| Кількість осіб: | 251   | 253     |
| Різниця:        |       | +0,79 % |